# میران ماریچیچ
میران ماریچیچ (کرواتی: Miran Maričić؛ زادهٔ ۱۷ ژوئن ۱۹۹۷) تیرانداز اهل کرواسی است.
وی در مسابقات کشوری و بین‌المللی در مجموع برندهٔ ۱ مدال طلا، ۲ مدال نقره، ۴ مدال برنز شده‌است.